# نهر بيتاراني
نهر بيتاراني (تكتب أيضًا فيتاراني) هو واحد من ستة أنهار رئيسية في أوديشا، الهند. تم تكريم نهر البيتاراني في الملاحم الشعبية والأساطير، وهو مصدر مياه للري الزراعي. معظم الأراضي الصالحة للزراعة في المنطقة ليست مزروعة. السهل الساحلي لأوديشا يحمل اسم «المنطقة السداسية» أو «هبة الأنهار الستة». تقسم هذه الدلتا السهل الساحلي إلى ثلاث مناطق من الشمال إلى الجنوب. وتشكل أنهار البيتاراني والمهانادي والبراهماني السهل الساحلي الأوسط، مع وجود أدلة على «الخلجان الخلفية» الماضية والبحيرات الحالية.